# 第9频道
第 9 频道 是一个微软的社区网站，诞生于2004年4月1日，是在Robert Scoble 和 Charles Torre 在 Microsoft 园区与思想领袖和朋友的一次交谈促生的。第 9 频道主要由微软开发人员和技术爱好者组成。 同时第 9 频道的也是第 10 频道（面向技术爱好者的网站）、第 8 频道（面向学生）、Mix（面向 Web 开发人员和设计人员）和 TechNet Edge（面向 IT 专家）创立的基础。
第 9 频道发布于2004年，那时微软的企业声誉处于低位，而第 9 频道是微软公司的第一个博客。它以美国联合航空公司的一个让乘客收听到完整的驾驶室对话的音频频道命名，以凸显出其在微软与开发人员之间对话的战略，而不是以前的微软首席执行官比尔·盖茨。
这使得它成为微软专业开发人员会议的一个替代品，而公共平台，客户和开发者可以在没有公司公关部门的干预下与微软员工交流。
第 9 频道团队采访过比尔盖茨, Erik Meijer以及马克·罗西诺维奇。
第 9 频道以前基于微软FlexWiki的wiki 。 它被用于向微软各个部门（例如Internet Explorer部门 ）和Patterns & Practices团队等提供临时的反馈以促进讨论，尽管一些团队已迁移到了CodePlex。